# Five Stars
Five Stars (Las Estrellas) è una telenovela argentina trasmessa su El Trece dal 29 maggio 2017. In Italia arriva con il nome “Five Stars” e va in onda dal 4 dicembre 2017 su Fox Life.

## Trama
Cinque sorelle di un unico padre ma di cinque diverse madri si riuniscono in occasione della morte del genitore, Mario Estrella. Leggendo la volontà, scoprono che Mario ha imposto una condizione inevitabile per raccogliere l'eredità: devono eseguire con successo un "hotel boutique", per un periodo di un anno. Così, Virginia (Celeste Cid), Lucía (Marcela Kloosterboer), Carla (Natalie Pérez), Florencia (Violeta Urtizberea) e Miranda (Justina Bustos) non avranno altra scelta che imparare a trattare le loro grandi differenze.

## Personaggi

### Personaggi principali
- Virginia Estrella, interpretata da Celeste Cid
- Lucía Estrella, interpretata da Marcela Kloosterboer
- Carla Estrella, interpretata da Natalie Pérez
- Florencia Estrella, interpretata da Violeta Urtizberea
- Miranda Estrella, interpretata da Justina Bustos
- Javo Valdés, interpretato da Esteban Lamothe
- Manuel Eizaguirre, interpretato da Gonzalo Valenzuela
- Ignacio Basile Córdoba, interpretato da Rafael Ferro
- Mariano Montenegro, interpretato da Luciano Castro

### Personaggi secondari
- Daniel "Dani" Caccavella, interpretato da Nazareno Casero
- Federico Alcántara, interpretato da Nicolás Francella
- Leonardo "Leo" Loma, interpretato da Nicolás Riera
- Jazmín del Río, interpretata da Julieta Nair Calvo e doppiata da Alessandra Sani
- Sebastián Le Brun, interpretato da Ezequiel Rodríguez
- Lola "Lolita" Guzmán, interpretata da Vanesa González
- Luis "Lucho" Montenegro, interpretato da Pedro Alfonso
- María Elisa Casal viuda de Estrella, interpretata da Patricia Etchegoyen
- Coki, interpretata da Patricia Viggiano
- Teresa de Estrella, interpretata da Silvia Kutika
- Amanda, interpretata da Maia Francia
- Nadia, interpretata da Inés Palombo
- Muñeca, interpretata da Miriam Odorico
- Fernán, interpretato da Martin Seefeld

## Puntate
| Stagione       | Puntate            | Prima TV Argentina | Prima TV Italia (puntate non completate) |
| -------------- | ------------------ | ------------------ | ---------------------------------------- |
| Prima stagione | 171 (in Argentina) | 2017               | 2017                                     |

## Distribuzioni internazionali
| Paese   | Canale/i | Prima TV assoluta | Titolo        |
| ------- | -------- | ----------------- | ------------- |
| Uruguay | Teledoce | 18 luglio 2017    | Las Estrellas |
| Italia  | Fox Life | 4 dicembre 2017   | Five Stars    |